# Burgdorf (Alemania)
Burgdorf es un municipio situado en el distrito de Wolfenbüttel, en el estado federado de Baja Sajonia (Alemania). Su población estimada a finales de 2016 era de 2243 habitantes.
Se encuentra ubicado al sureste del estado, a poca distancia de la frontera con el estado de Sajonia-Anhalt.